# Animazione limitata

Animazione limitata

In ambito cinematografico, e specificamente del cinema d'animazione, il termine animazione limitata è una locuzione che descrive un'animazione di tipo economico, che non segue un approccio realistico. Una delle sue caratteristiche è un disegno sempre stilizzato, che un tempo veniva anche chiamato "modern design".
Il termine è nato dalla contrapposizione con i cartoni della Disney, parlando del periodo degli anni '30 e '40, che erano molto elogiati per la raffigurazione animata, dettagliata in ogni fotogramma, mostrante dei movimenti sempre fluidi. Questo tipo di animazione però era frutto di una lavorazione lunga e costosa.
L'animazione limitata usava arte astratta, simbolismo, e movimenti limitati, per simulare l'effetto di una animazione "realistica", ma con minori costi produttivi. Questa tecnica sfrutta la "sospensione dell'incredulità" e la storia deve esistere molto più nell'immaginario dello spettatore, che non nei disegni in movimento.
Questa tecnica si basa anche sulla riduzione dei fotogrammi al secondo (fps), con una trasmissione usuale di 24 fps. Nelle azioni normali si usa lo stesso fotogramma due volte ogni secondo, mentre per le scene veloci un solo fotogramma per secondo.
Un esempio di produzione ad animazione limitata è la serie Clutch Cargo.

## Storia
L'uso di misure di animazione per il taglio del budget e il risparmio di tempo nell'animazione risale alla prima animazione commerciale, comprese animazioni cicliche, immagini speculari e disegni simmetrici, personaggi fissi e altri metodi per risparmiare manodopera. In generale, la progressione è avvenuta dalle prime produzioni in cui ogni fotogramma era disegnato a mano, indipendentemente l'uno dall'altro, verso animazioni più limitate che utilizzavano gli stessi disegni in modi diversi.
Winsor McCay, un uomo che ha messo una quantità di dettagli senza precedenti nelle sue animazioni, si è vantato che nel suo film del 1914, Gertie the Dinosaur, tutto si muoveva, comprese le rocce e i fili d'erba sullo sfondo. Al contrario, il suo film del 1918 The Sinking of the Lusitania è passato all'utilizzo di cel su sfondi fissi, pur mantenendo un livello di dettaglio paragonabile a quello di Gertie.
Il cartone animato facente parte di Merrie Melodies intitolato The Dover Boys del 1942, diretto da Chuck Jones, è uno dei primi cartoni animati della Warner Bros. a utilizzare ampiamente alcuni dei processi di quella che sarebbe diventata nota come "animazione limitata", in particolare il suo uso di personaggi che stanno fermi o si muovono così velocemente che il movimento effettivo sembra sfocato.

## Televisione americana
Hanna-Barbera Productions ha utilizzato un'animazione limitata per tutta la sua esistenza. Quando gli omonimi della compagnia, William Hanna e Joseph Barbera, si separarono dallo studio MGM nel 1957, decisero di adottare un approccio drasticamente diverso all'animazione rispetto a quello che avevano per i loro cortometraggi completamente animati; poiché gli schermi televisivi all'epoca erano molto più piccoli degli schermi cinematografici, l'animazione limitata, con la sua enfasi sui primi piani dei personaggi e sull'umorismo basato sui dialoghi, si adattava meglio all'esperienza più intima dello spettatore domestico. A quel tempo, la maggior parte dei lungometraggi (insieme ai cortometraggi animati, incluso il lavoro di Hanna e Barbera su Tom e Jerry) stavano passando al processo cinemaScope, che ha reso più difficile replicare l'intimità; La Walt Disney Company, sebbene continuasse a utilizzare l'animazione completa, aveva utilizzato anche i primi piani dei personaggi e l'umorismo guidato dalla personalità nei loro primi film. Quando la Disney ha prodotto Lady and the Tramp in CinemaScope, il processo ha reso difficile replicare quello stile, un problema che Hanna-Barbera non aveva con schermi televisivi più piccoli e quadrati.
I vantaggi finanziari dell'animazione limitata hanno portato le società di animazione televisiva a fare affidamento ampiamente su tale processo nell'era televisiva. Jay Ward Productions faceva affidamento su un'animazione limitata per questi motivi, compensando con la sua pesante satira sulla guerra fredda  e uno stile di commedia impassibile che sarebbe diventato un marchio di fabbrica nello stile dello studio. Uno degli utilizzatori frequenti dell'animazione limitata era Filmation, rivale del sabato mattina di HB (produttori di He-Man and the Masters of the Universe e BraveStarr) che ha dato al loro lavoro un aspetto distinto. Bill Melendez ha utilizzato una forma di animazione limitata per adattare il franchise dei Peanuts in televisione e successivamente al cinema; oltre ai problemi di costi e tempi (soprattutto per il suo primo speciale A Charlie Brown Christmas, a cui è stato assegnato solo un budget di 76.000 dollari e quattro mesi per produrre 30 minuti di animazione), Meléndez ha anche notato che il creatore dei Peanuts Charles M. Schulz aveva progettato i personaggi con uno stile piatto e adatto per animazioni limitate. I Cambria Studios hanno prodotto tre serial (incluso Clutch Cargo) utilizzando uno degli approcci più economici possibili all'animazione: noto come Syncro-Vox, prevedeva la sovrapposizione di un film delle labbra in movimento del doppiatore su un fermo immagine del personaggio. La stessa Disney ricorse ad alcuni trucchi di animazione limitati nel tentativo di ridurre il proprio budget durante gli anni '60, in particolare con il suo uso della xerografia in La carica dei 101, che si tradusse in disegni con contorni più pesanti e ruvidi rispetto a prima.
Negli anni '70, l'uso di animazioni limitate nei cartoni animati del sabato mattina era diventato di uso comune; Walter Williams, creatore di The Mr. Bill Show, ha notato che i cartoni animati negli anni '70 erano così statici che si aspettava che le mani dell'artista entrassero sullo schermo in qualsiasi momento e iniziassero fisicamente a spostare i disegni. Ciò lo ha ispirato a creare il personaggio di "Mr. Hands" in The Mr. Bill Show.

## Televisione giapponese
L'animazione limitata si è rivelata particolarmente popolare in Giappone, tanto che la parola giapponese usata per indicare l'animazione, anime, è entrata nel lessico inglese come prestito per lo stile distintivo dell'animazione giapponese. L'anime presenta scene in cui la bocca si muove con ammiccamenti occasionali, riprese lunghe di sfondi dettagliati, una frequenza fotogrammi bassa (soprattutto nelle produzioni precedenti) e un uso raro della fluidità 2D, utilizzando convenzioni di stile dai fumetti giapponesi (manga). Ha anche il vantaggio di produzioni a basso costo e contenuti stilizzati rispetto all'animazione realistica. Come nel caso degli Stati Uniti, la televisione è stata un importante impulso per la crescita degli anime in Giappone; la ripresa del paese dalla seconda guerra mondiale ha portato alla prosperità economica e al boom della proprietà televisiva giapponese, e lo sviluppo degli anime ha permesso al Giappone di competere in un campo di animazione in cui in precedenza era rimasto molto indietro rispetto all'Occidente.